# Federación Francesa de Baloncesto
La FFBB (por sus siglas en francés "Fédération Française de Basketball") es el organismo que rige las competiciones de clubes y la selección nacional de Francia. Pertenece a la asociación continental FIBA Europa.

## Registros
- 4545 Clubes Registrados.
- 159861 Jugadoras Autorizadas
- 249143 Jugadores Autorizados
- 1650000 Jugadores NoAutorizados